# 활동 구조
활동 구조(active structure) 혹은 활구조란 활단층이나 활습곡과 같이 지질학적으로 제4기 이후 활동했음을 보이는 지형을 의미한다.
경우에 따라 다르지만 대부분 제3기나 제4기 이후에 단층 운동으로 인한 지형의 단절이나 습곡이 발생한 곳을 활구조라고 말한다. 이런 활동 구조는 현대까지도 활발하게 운동한다고 여겨지기 때문에 가까운 미래에도 지진과 같은 순간적인 지각 변동 운동이 일어나기 쉬운 곳으로 보고 있다.

## 같이 보기
- 만곡 (지질학)
- 제4기학
- 지각 변동